# Encyrtus pyttalus
Encyrtus pyttalus är en stekelart som beskrevs av Walker 1844. Encyrtus pyttalus ingår i släktet Encyrtus och familjen sköldlussteklar. Inga underarter finns listade i Catalogue of Life.